# 海峡 (映画)
『海峡』（かいきょう）は、1982年10月16日公開の日本映画。『南十字星』『ひめゆりの塔』『幻の湖』とともに東宝創立五十周年記念作品。
『日本沈没』（1973年）、『八甲田山』（1977年）、『動乱』（1980年）の森谷司郎監督が、青函連絡船洞爺丸事故から約30年にわたり青函トンネルの工事に執念を燃やす国鉄技師らの物語を描いた。

## 概要
高倉健、吉永小百合、森繁久彌、三浦友和など、東宝創立50周年に相応しい豪華な出演陣を揃え、全国的な新人オーディションを行い、約6,000人の中から中川勝彦、約12,000人の中から青木峡子の2人が選ばれた。また、南こうせつが初めて本格的な映画音楽に取り組んだ。文部省特選。
映画のラストでは作業員達がトンネル貫通に湧くシーンが描かれたが、実際の先進導坑貫通は本作公開の翌年1983年、本坑全貫通は1985年である。

## あらすじ
地質学を修めた鉄道員、阿久津剛は青函トンネルを実現するために、地質調査のため龍飛にやって来た。そんな折、岸壁から身を投げようとしていた女・多恵を救い、行きつけの居酒屋の経営者に預けた。
再び生きる気持ちを取り戻した多恵は、阿久津に淡い思慕の情を向け始める。国鉄の人事によって阿久津が明石へ転勤になり、当時の国鉄総裁の方針などで、なかなか計画の進まない時も訪れる。
だが、総裁交代により、計画も俄に進み始め、阿久津も龍飛に戻ってきた。そして、調査坑を掘るトンネル屋たちも集まってくる。寒い所は嫌だと渋る、老齢だが腕利きのトンネル屋・源助も「10万年前に、マンモスが歩いて渡った道をもう一度作る」と説得され、参加を決断する。しかし、工員の死亡事故、度重なる出水などで作業は困難を極め、月に5メートルしか進まない状況で、源助ともぶつかる日々。そうこうしながら、調査坑である斜坑の底に到達してしばらくする頃に、国鉄のトンネル計画は、正式に認可され、本坑の工事にも多くの民間企業が参加して、なお工事は進む。
ねぶた祭に若者がうかれている頃、阿久津に父の危篤の知らせが届く。帰郷の準備をしていた阿久津のもとに、かつて無い大量の出水の知らせ。先進導坑が、ポンプの排水力限度を超えて、みるみる水で埋まっていく。阿久津は、ある決断をする。

## スタッフ
- 監督：森谷司郎[3]
- 製作：田中友幸、森岡道夫、田中寿一、森谷司郎
- 原作：岩川隆（文藝春秋刊）
- 脚本：井手俊郎、森谷司郎
- 撮影・特殊撮影：木村大作
- 美術：村木与四郎
- 録音：紅谷愃一
- 照明：望月英樹
- 音楽：南こうせつ
- 編曲：佐藤準
- 編集：池田美千子
- 監督助手：岡田文亮
- 撮影助手：山田健一
- 照明助手：二見弘行
- 録音助手：棚網昭夫
- 特殊機械：田中豊夫
- 美術助手：酒井賢
- 大道具：山本政司
- 装飾小道具：田代昭男
- 衣裳：川崎健二
- 編集助手：船沢昌介
- 結髪：中尾さかえ
- メーキャップ：上田幸夫
- 記録：梶山弘子
- スチール：石月美徳
- 製作助手：林茂里穂
- 宣伝プロデューサー：白井泰二
- 題字：西井林亭
- 製作担当者：橋本利明
- 音響効果：東宝効果集団
- 現像：東洋現像所
- 協力：日本鉄道建設公団、鹿島・熊谷・鉄建青函ずい道工事共同企業体、飛島・三井青函ずい道工事共同企業体、三菱金属株式会社、三菱鉱業セメント株式会社
- 後援：青森県、青森市、青森商工会議所、北海道、函館市、函館商工会議所、青函トンネル建設期成会
- 写真提供：Newton、PANAVISION[3]

## 出演者
- 阿久津剛：高倉健[3]

本作の主人公で、阿久津の27歳から53歳までの27年間が描かれる。岡山県出身だが岡山弁は話さない。海賊に憧れ、江田島の海軍兵学校に入学するも4カ月で終戦。京都帝国大学では地質を研究、卒業後は国鉄に入社し、改札係などに従事。明石海峡大橋建設の発令で郷里に近い地に戻ったことから迷いのあった佳代子（大谷直子）と結婚。一児・修（中川勝彦）をもうける。青函トンネル建設の本決定で、再び念願の青函トンネル建設に戻り、以降は家庭を顧みず、同プロジェクトに人生をかける。洞爺丸台風の時一人の少年・成瀬仙太を助ける。ラストは「陸」に上がるのを拒み、スペインのジブラルタル海峡の建設に携わる。
- 牧村多恵：吉永小百合

福井の旅館で自分のミスから火事で11人の客を焼死させてしまう。責任を感じ、竜飛岬で自殺をしようとしたところを阿久津たちに助けられる。自身の過去はそれ以外は劇中では語られない。以後、おれんの店で働くようになる。阿久津に惹かれ、阿久津の妻が実家へ帰っている時には部屋の掃除などをしてあげている。ラストでおれんが北海道に移住するときは、一生竜飛岬で暮らすことを宣言する。
- 成瀬仙太：三浦友和

青函トンネル第一期工員募集に応募してきた函館工業高校土木科卒の青年。留萌出身。成績は良いが欠席が多く、ケンカ早い。実は洞爺丸台風の時、両親を失い江藤に育てられた生き残り孤児。その時の傷が額に残る。青函トンネル悲願の象徴のような存在。最後、先進導坑開通の発破をまかせられる。ラストでは峡子、おれんと共に北海道へ渡る。
- 佳代子：大谷直子

阿久津の婚約者でのち結婚をする。一度竜飛岬へ子と共に引っ越すが、あまりの環境に岡山へ帰ってしまう。時々阿久津の元を訪れる。最後は、東京で仕事をする決意をするが、阿久津と離婚するかどうかはまだ決めていない。
- おれん：伊佐山ひろ子

竜飛岬ちかくの飲み屋の女将。夫が東京で地下鉄工事をしているらしいが、青函トンネル建設決定で、帰郷が期待されたが、最後まで劇中には登場しない。自殺しようとした多恵を引き取る。
- 峡子：青木峡子

おれんの子で、阿久津が名付け親で「海峡」から名を取った。仙太のことが好きだが、小学校の先生になることが夢。先生になれたのか、仙太と結婚したのかは劇中明言されていない。ラストはおれん、仙太とともに北海道へ渡る。
- 横溝平作：桑山正一

阿久津が竜飛岬へ来たばかりのころ面倒をみてくれている。阿久津と共に多恵を助ける。
- 金丸五郎：小林稔侍

北海道側の現場責任者で阿久津の親友。
- 野崎：東野英心
- 石谷音太郎：山谷初男
- 札幌工事局長：北村和夫
- 正田和平：生井健夫
- 浜口圭介：加藤和夫
- 青函建設局員：小林昭二
- 塚本：奥村公延

妻と子供三人と共に竜飛岬へ渡るが、丸太を担いでいる時に崖から落ちて殉職する。
- 下宿の老人：大久保正信
- 北大助教授：滝田裕介
- 高井義一：富川澈夫

青函トンネル内の事故で死去する。
- 江藤滝蔵：新田昌玄

両親を亡くした仙太の後見人。
- 下宿の老婆：辻伊万里
- 塚本の妻：絵沢萠子
- 長崎国鉄総裁（声）：永井智雄（ノンクレジット）
- 十河国鉄総裁：藤田進
- 石田国鉄総裁：河村弘二
- ：沢田浩二
- 鉄建公団総裁：山本武
- 村の男たち：青木卓
- ：寺島達夫
- ：石見栄英
- ：蔵一彦
- ：赤城太郎
- 青函建設局員：和崎俊哉
- ：大谷進
- 海上保安庁技官：大山豊
- 村の男たち：竹本和正
- 北島栄：中田博久
- 中山照男：河合信芳
- 古川亘：阿藤海
- 阿久津修：中川勝彦

阿久津の長男。阿久津の元を離れ母親に育てられる。
- ：明石勤
- 岡田：佐久田修
- ：浜村砂里
- 水野：橋爪淳
- ：野崎秀吾
- 加東良勝：江角英
- ：山田勇介
- 村の男たち：小野泰次郎
- ：木村大
- ：布施侑宏
- 袋内沢現場主任：井上博一（ノンクレジット）
- 柏木：山本清（ノンクレジット）
- 仙太の母：川口節子（ノンクレジット）
- 村の男たち：丹古母鬼馬二（ノンクレジット）
- 調査委員会委員長：入江正徳（ノンクレジット）
- 青函建設幹部：相原巨典、加地健太郎、村上幹夫、大木史朗（ノンクレジット）
- 国鉄理事（声）：稲葉義男、佐伯赫哉、浜田寅彦（ノンクレジット）
- ナレーター：平光淳之助
- 鉄建公団理事：小沢栄太郎
- 岡部：大滝秀治

阿久津の若い時の上司。阿久津が青森からの異動で明石海峡調査を拒んだときに「数年して帰ればいい。違う世界を見て持ち駒を増やした方がいい」と説得する。
- 阿久津才次：笠智衆

阿久津の実父。小さい頃は船乗りとなって世界中を旅するのが夢だった。妻と長男には先立たれている。青函トンネル異常湧水の日に死去する。
- 岸田源助：森繁久彌[3]

西表島から樺太、満州、関門など、日本中のトンネルや石炭を掘ってきた技術屋。九州の男で九州方言を話す。親不知隧道を最後に引退しようとするが、阿久津に懇願されて、満州で妻を亡くし、子を弔った鴨緑江から真っすぐ東へ辿ると津軽海峡だと伝えられ、津軽を骨を埋める場所と定めて参加を決意、郎党と一緒に津軽へ来る。大量の海水の流れ込みで「この海の底はマンモスにしか渡れねぇんで。わしら人間には無理だ」叫ぶ。青函トンネル異常湧水の時死去する。

## 主題歌
- 「友ありて」
  - 作詞：阿木燿子、作曲・唄：南こうせつ、サントラ盤：キャニオン・レコード
  - 劇中では歌われない。

## 製作

### 企画
企画は森谷司郎監督。森谷が1975年に『八甲田山』のロケハンで津軽半島を訪れ、本州の最北端はどんなところなのかと竜飛岬へ足を向けた。そこで太宰治の『津軽』の一節「この部落を過ぎて路は無い。あとは海にころげ落ちるばかりだ」が浮かんだ。その道のないところに、海の底を掘って道を作った男たちがいる。「なぜそんな苦しい工事をしているのか。それは洞爺丸事故が引き金になっている。もっと遡れば何があるんだろう」「そんな道をつけている親子三代のホームドラマがやれないか」と考えた。『八甲田山』が終わったら、彼らのロマンを、また男たちを支えた女たちのロマンを映画ならではのホームドラマとして描いてみたいと構想した。人間の歩いた跡に道はできる、という意味でタイトルは『道』でもいいと考えていた。自身はおだやかな岡山県で青春時代を送ったため、厳しい自然を志向していたという。

### 脚本
岩川隆の原作の映画化ではなく、岩川の原作と井手俊郎・森谷司郎の脚本は同時進行。井手は大病後の復帰作。岸田源助（森繁久彌）、阿久津剛（高倉健）、成瀬仙太（三浦友和）の三世代の代表というべき人物に4人の女性が絡む構成。

### 撮影
津軽海峡ロケは1980年夏と1981年冬に、それぞれ1カ月間行われた。高倉健、森繁久彌、三浦友和、吉永小百合は本州突端、津軽海峡の岸壁に建つ青森県竜飛崎温泉「ホテル竜飛」に宿泊。当時5歳で、2025年にホテル竜飛社長・杣谷徹也は撮影後の宿舎で高倉によく遊んでもらったという。森繁久彌は、いつも5人の付き人を連れて来て、3日間ほどの滞在でまとめ撮りをした。高倉から「一番広い部屋は森繁さんへ」の要請があったが、森繁が「君（高倉）が主役なんだから、君が格上でいいんだよ」と言ったという。
噴き出す海水の量に前へ進めなくなり、一旦撤収する。これをどう克服したのか説明はなく先まで進む。

## ロケ地
青森県、東京都丸の内旧国鉄本社ビル、東京駅。阿久津剛の実家設定は岡山だが、撮影は神奈川県葉山町で行われた。

## 興行予想
『キネマ旬報』は「男のドラマの臭いが強すぎて（前年大ヒットした）『駅 STATION』のようにはいかない」と興行を予想した。

## 作品の評価

### 興行成績
- 配収10億円に届かず[13]。この年、東宝で一番稼いだのは「東宝創立五十周年記念」とは関係のない「たのきん映画」で[13]、正月映画『グッドラックLOVE』／『すっかり…その気で!』が10億、夏の一本立て『ハイティーン・ブギ』が18億円[13]。ドラえもん映画3作目となる春休み興行『ドラえもん のび太の大魔境』が12億円[13]。

### 批評家評
- 『シティロード』は「基本的には掘って掘ってまた掘っての世界と、開通時の感動シーンしか設定し得ない展開だけに、そのへんをどう展開したかですが…?」などと評している[14]。
- 『プレイガイドジャーナル』は「『幻の湖』『海峡』はそれぞれ大作としての弊害をもろに露呈してしまったようで、東宝創立五十周年記念作というには作品の出来はイマイチでガッカリ。高倉健、吉永小百合の無言のラブシーンがいいだけに『海峡』の失敗は惜しまれる」などと評している[15]。
- 山根貞男は「どうしようもなく凡庸な大作」などと評した[16]。

### 受賞歴
- 第6回日本アカデミー賞最優秀録音賞（紅谷愃一、『セーラー服と機関銃と合わせて』）